# Alchemilla gorcensis
Alchemilla gorcensis es una especie de planta del género Alchemilla, perteneciente a la familia Rosaceae.

## Taxonomía
Alchemilla gorcensis fue descrita por Pawł. en 1953.

## Distribución
Se encuentra en el territorio centro y sudeste de Europa.